# ديفيد نورث
ديفيد نورث (بالإنجليزية: David North)‏ هو قاضي أسترالي، ولد في 24 مارس 1956.